# 東森亞洲新聞台
東森亞洲新聞台，是東森電視旗下的亞洲新聞頻道，透過衛星網絡將電視訊號放送至亞洲各大地區。本頻道主要播放東森新聞台、東森財經新聞台及東森美洲新聞台的節目。過往，本頻道曾擁有自製新聞節目時段，播出《亞洲大視野》、《焦點新聞》等招牌節目。其後該時段被取消，改為與東森新聞台同步播放，並且畫面下方原來的字幕跑馬燈會被覆蓋，並以亞洲新聞台專屬的紅底白字跑馬燈取代。

## 歷史
- 2002年開播，從台灣出發，以亞太地區的華語頻道為目標。主要播放東森新聞台、東森財經新聞台和東森美洲新聞台的節目。部分與其他頻道聯播的節目可能會因版權問題遭到遮蔽。
- 2018年2月7日，東森亞洲新聞台更換台徽。
- 2020年7月1日，更換台標為「EBC東森亞洲新聞HD」。

## 與東森新聞台同步播放的時段
- 週一至五：06：00-17：00，18：00-06：00
- 週六至日：12：00-13：00，13：55-20：00

當遇到包括奧運會、棒球等國際性賽事時，鑑於版權限制（相關組織要求本國轉播商的轉播權範圍僅限於台灣境内），同步播放會暫停，並改播其他節目。而各新聞節目報道賽事時，亞洲新聞台會使用字卡進行屏蔽。

## 外部連結
- 東森亞洲衛視 （页面存档备份，存于）
  - YouTube上的東森亞洲新聞頻道
- 東森美洲電視 ETTV America （页面存档备份，存于）
  - 東森美洲電視 ETTV America Corp.的Facebook專頁
  - YouTube上的東森美洲電視ETTV America頻道
- 東森電視 （页面存档备份，存于）
- 114 東森亞洲新聞台 - 有線寬頻i-CABLE （页面存档备份，存于）